# Outdoor Channel
Outdoor Channel é um canal norte-americano de televisão paga com foco em atividades ao ar livre, oferecendo programação que inclui caça, pesca, estilo de vida ocidental, esportes motorizados off-road e aventura. O canal também pode ser assistido sob demanda e em seu próprio site. Em 2013, o Outdoor Channel foi adquirido pela Kroenke Sports Enterprises.
Em fevereiro de 2015, o Outdoor Channel estava disponível para aproximadamente 35,8 milhões de residências com televisão paga (30,8% das residências com televisão) nos Estados Unidos. Em dezembro de 2013, iniciou o planejamento da mudança de sua localização de Temecula, Califórnia para o Colorado, com o apoio da Comissão de Desenvolvimento Econômico do Colorado.
Em março de 2019, foi disponibilizado na Austrália por meio do serviço de streaming suportado por anúncios 7plus.
Em 1º de janeiro de 2019, deixou de transmitir na Malásia devido à baixa popularidade.

## Conservação
O Outdoor Channel mobilizou 2.500 voluntários em setembro de 2010 como parte do Conservation Tour of Duty para um programa filantrópico que visa melhorar as terras e espaços públicos para garantir que o estilo de vida ao ar livre prospere nos Estados Unidos. Pautado em torno do Dia Nacional de Terras Públicas, o Outdoor Channel Corps enviou voluntários em um total de oito locais, onde trabalharam em projetos de restauração e melhoria com parceiros e afiliados como Comcast, Time Warner, Boy Scouts of America e o Serviço Nacional de Parques.